# Фалкенберис ФФ
Фалкенберис Фотболфьоренинг (на шведски: Falkenbergs Fotbollförening) е шведски футболен отбор от едноименния град Фалкенбери. Състезава се във второто ниво на шведския футбол групата Суперетан.
Член на Футболната асоциация на провинция Халанд.

## Успехи

### Национални
- Алсвенскан: (1 ниво)
  -  Шампион (23):: 1943/44, 1948/49, 1949/50, 1950/51, 1952/53, 1965, 1967, 1970, 1971, 1974, 1975, 1977, 1985, 1986, 1987, 1988, 1989, 2004, 2010, 2013, 2014, 2016, 2017[2]
  -  Второ място (15): 1945/46, 1947/48, 1951/52, 1955/56, 1956/57, 1964, 1968, 1969, 1976, 1978, 1980, 1983, 1996, 2002, 2019
  -  Трето място (9): 1938/39, 1944/45, 1946/47, 1991, 1994, 1997, 2003, 2012, 2018
- Суперетан: (2 ниво)
  -  Шампион (1):: 2013
- Division 2. Södra Götaland: (3 ниво)
  -  Шампион (2):: 1994, 2002

## Български футболисти
- Севен Емилов: 2022/24 - (18 мача - 2 гола)